# Jagodna
Jagodna je naselje na otoku Hvaru u Republici Hrvatskoj. Nalazi se s južne strane otoka Hvara.

## Upravna organizacija
Do 1948. godine statistike su ovo mjesto prikazivali kao dijelom naselja; 1869. kao dijelom Svirča, a 1921. kao dijelom Svete Nedjelje. Popisi od 1953. do 1981. ju bilježe kao samostalno naselje. 

## Zemljopisni položaj
Zapadno je Sveta Nedjelja, sjeverozapadno su Poljica, jugoistočno su Bojanić Bad i Ivan Dolac.

## Kultura
U selu se nalazi crkva.

## Promet
Tunel Pitve-Zavala je donedavno bio jedina veza između naselja na južnoj strani otoka (Zavala, Ivan Dolac, Jagodna, Sveta Nedilja) i Jelse.

## Stanovništvo
| broj stanovnika | 65    |       | 74    | 92    | 84    | 64    |       | 48    | 48    | 52    | 47    | 31    | 14    |       |       | 30    | 43    |
|                 | 1857. | 1869. | 1880. | 1890. | 1900. | 1910. | 1921. | 1931. | 1948. | 1953. | 1961. | 1971. | 1981. | 1991. | 2001. | 2011. | 2021. |